# Estació de la Pau
La Pau és una estació de les línies L2 i L4 del Metro de Barcelona situada sota el carrer Ca n'Oliva, prop de la Rambla Guipúscoa, al districte de Sant Martí de Barcelona.
L'estació de la L4 es va inaugurar el 1982, sent momentàniament capçalera de la línia, ja que el 1985 va ser allargada fins a Pep Ventura. El 1997 es van inaugurar les andanes de la L2. Finalment el 2002, després d'unes reformes el tram La Pau - Pep Ventura va ser traspassat a la L2, ja que permetia una connexió més directa amb Badalona.
A l'extrem nord de l'estació de la L4 el túnel de la línia continua per a enllaçar amb la L2 o per a dirigir-se cap a les cotxeres del Triangle.
| Metro de Barcelona                 |            |       |           |                        |
| Procedència/Destinació             | <          | Línia | >         | Procedència/Destinació |
| Paral·lel                          | Sant Martí |       | Verneda   | Badalona Pompeu Fabra  |
| Trinitat Nova                      | Besòs      |       | terminal  | terminal               |
| Trinitat Nova                      | Besòs      | obres | Santander | La Sagrera             |
| Font perllongament: PDI 2009-2018. |            |       |           |                        |

## Accessos
- Rambla Guipúscoa - Carrer Ca n'Oliva